# Bactrianoscythris
Bactrianoscythris is een geslacht van vlinders uit de familie dikkopmotten (Scythrididae). De wetenschappelijke naam van dit geslacht is voor het eerst geldig gepubliceerd in 2009 door Pietro Passerin d'Entrèves & Angela Roggero.
De typesoort is Butalis satyrella Staudinger, 1880.

## Soorten
- Bactrianoscythris afghana Passerin d'Entrèves & Roggero, 2009
- Bactrianoscythris annae Passerin d'Entrèves & Roggero, 2009
- Bactrianoscythris depranella Passerin d'Entrèves & Roggero, 2009
- Bactrianoscythris fenestratella Nupponen, 2011
- Bactrianoscythris ginevrae Passerin d'Entrèves & Roggero, 2009
- Bactrianoscythris khinjani Passerin d'Entrèves & Roggero, 2009
- Bactrianoscythris pamirica (Passerin d'Entrèves & Roggero, 2008)
- Bactrianoscythris satyrella (Staudinger, 1880)